# Miami Gardens (comtat de Miami-Dade)
Miami Gardens és una població dels Estats Units a l'estat de Florida. Segons el cens del 2007 tenia 108.862 habitants.

## Demografia
Segons el cens del 2000, Miami Gardens tenia 100.809 habitants, 29.262 habitatges, i 23.661 famílies. La densitat de població era de 2.057,25 habitants/km².
Cap de les famílies estaven per davall del llindar de pobresa.